# Jan van Balen
Jan van Balen (21 juli 1611, Antwerpen - 14 maart 1654) was een Zuid-Nederlands barokschilder.

## Biografie

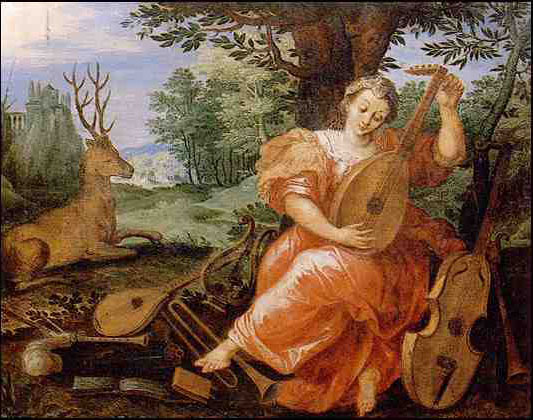

Hij was een zoon van Hendrick van Balen en schoonbroer van Theodoor van Thulden, hij werd opgeleid door zijn vader.
Na zijn dood werd hij begraven in de Sint-Jacobskerk.
- Bibliothèque nationale de France: cb14968803p (data)
- Biografisch Portaal: 04017940
- Gemeinsame Normdatei: 142471429
- International Standard Name Identifier: 0000 0000 8168 2672
- KulturNav: df1998f7-60fe-4150-90d3-adedc5cb154c
- Library of Congress Control Number: no2015125523
- RKD-Nederlands Instituut voor Kunstgeschiedenis: 4019
- Système universitaire de documentation: 174734646
- Union List of Artist Names: 500011509
- Virtual International Authority File: 95751092
- WorldCat: E39PBJjCP9mcBQd3MxJM4bg7pP